# Hugh Whistler
Pour les articles homonymes, voir Whistler.
Hugh Whistler est un ornithologue britannique, né le 28 septembre 1889 à Mablethorpe et mort le 7 juillet 1943.

## Biographie
Il fait ses études à l’Aldenham School près de Mablethorpe. Il sert dans la police dans la province du Penjab de 1909 à 1926. Whistler étudie et récolte des oiseaux en Inde mais aussi à Ceylan, il continue, après son départ à la retraite, à étudier l’avifaune d’Inde. Il fait également des voyages en Espagne et en Albanie pour y récolter des spécimens. Il voyage souvent en compagnie de l’ornithologue Claud Buchanan Ticehurst. Les deux hommes publient les observations dans la revue The Ibis.
Il vit à Battle dans l’est du Sussex où il officie comme juge de paix. Il est membre de la British Ornithologists' Union et la Société zoologique de Londres. Son livre, Handbook of Indian Birds, va susciter de nombreuses vocations d'ornithologues parmi l'élite de la société indienne.
L’université du Sussex attribue le Prix Whistler destiné à récompenser le meilleur essai d’histoire naturelle ou d’archéologie. Ses collections sont aujourd’hui conservées au Natural History Museum de Londres.
Whistler fait notamment paraître :
- In the High Himalayas. Sport and travel in the Rhotang and Baralacha, with some notes on the natural history of that area... (H. F. & G. Witherby, Londres, 1924).
- Handbook of Indian Birds (Gurney & Jackson, Londres et Édimbourg, 1928, réédité en 1935, 1941, 1949 et 1963).